# Nivålaser

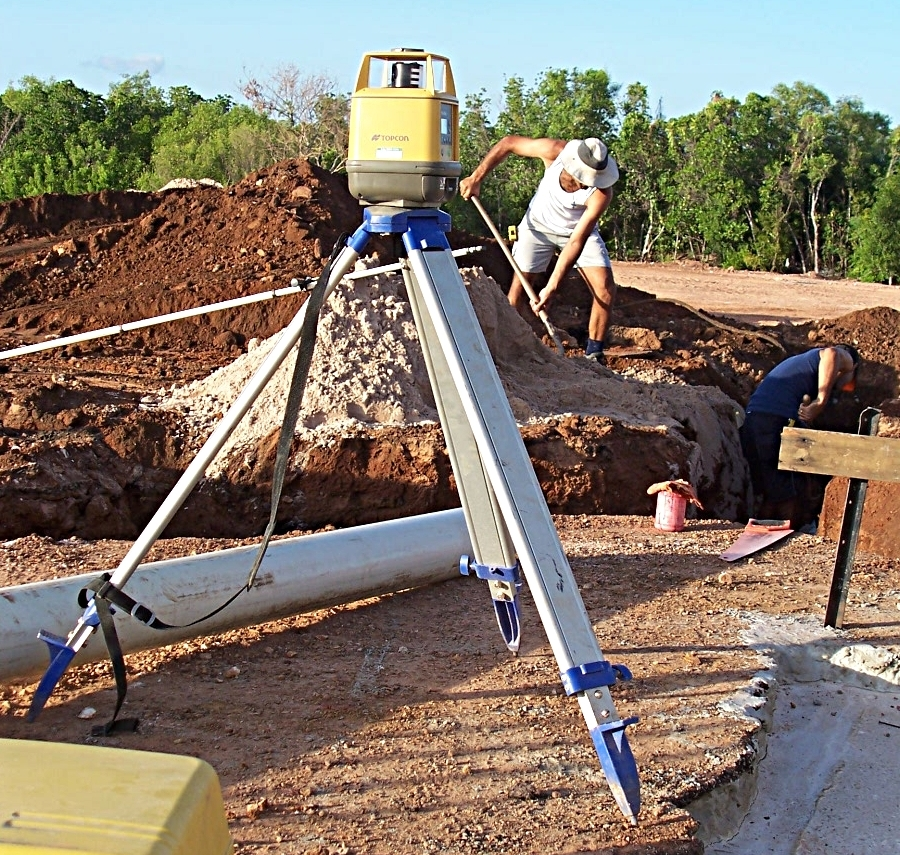
En roterande nivålaser för byggnadsarbete.

Inom lantmäteri och konstruktion, är nivålasern fäst i en tripod, horisontellt justerad och roterad för att belysa ett horisontellt plan. Laserstrålnings projektorn använder ett roterande huvud med en spegel för att svepa laserstrålen runt den vertikala axeln.